# Elaphidion bidens
Elaphidion bidens là một loài bọ cánh cứng trong họ Cerambycidae.